# Fattore di crescita dei fibroblasti
I fattori di crescita dei fibroblasti (noti anche con la sigla FGF, dall'inglese Fibroblast Growth Factors) costituiscono una famiglia di fattori di crescita coinvolti singolarmente nell'angiogenesi, nella guarigione delle ferite, nello sviluppo embrionale e in alcune vie di trasduzione del segnale indotte da ormoni. Gli FGF sono proteine che legano l'eparina e interagiscono con i proteoglicani degli eparansolfati presenti sulla superficie cellulare per mediare la trasduzione del segnale. Gli FGF svolgono un ruolo fondamentale nei processi di proliferazione e differenziazione di molte cellule e tessuti.

## Classificazione
Nell'uomo sono stati identificati diversi membri di questa famiglia, che rappresentano molecole di segnalazione strutturalmente correlate fra loro:
- Le molecole da FGF1 a FGF10 si legano al recettore del fattore di crescita dei fibroblasti o FGFR. FGF1 è noto anche come FGF acido, mentre FGF2 come FGF alcalino.
- Per le molecole FGF11, FGF12, FGF13 e FGF14, note anche come fattori FGF-omologhi 1-4 (FHF1-FHF4), sono state dimostrate caratteristiche funzionali peculiari rispetto agli altri FGF. Infatti, sebbene questi fattori mostrino notevoli analogie strutturali con gli altri, non sono capaci di legare il FGFR e sono implicate in processi intracellulari non correlati con quelli tipici degli FGF.[3]
- Il fattore FGF18 umano è coinvolto nello sviluppo cellulare e nella morfogenesi in vari tessuti, compresa la cartilagine.[4]
- Il fattore FGF20 umano è stato identificato in base alla sua analogia con l'omologo fattore dello Xenopus (XFGF20).[5][6]
- I fattori da FGF15 a FGF23 sono stati descritti più tardi e le loro funzioni sono tuttora oggetto di studio. FGF15 è l'omologo murino del FGF19 umano (non esiste una variante umana di FGF15) e, poiché le loro funzioni sono in gran parte condivise, si parla spesso di FGF15/19.[7] Mentre gli altri FGF esercitano azioni prevalentemente locali, FGF15/19, FGF21 e FGF23 hanno effetti sistemici.[7][8]

## Recettori
La famiglia dei recettori del fattore di crescita dei fibroblasti (FGFR) nell'uomo comprende quattro membri: FGFR1, FGFR2, FGFR3 e FGFR4. Ciascun FGFR comprende tre domini extracellulari immunoglobulino-simili (D1-D3), un dominio transmembrana e uno intracellulare, che consiste in una tirosin chinasi. Gli FGF interagiscono con i domini D2 e D3; in particolare le interazioni con D3 sono responsabili della specificità del legame. Il legame con l'eparansolfato è mediato dal dominio D3. Una breve sequenza di aminoacidi acidi localizzata tra i domini D1 e D2 ha funzioni autoinibitorie. Questa parte della proteina, detta acid box, interagisce con il sito di legame dell'eparansolfato impedendo l'attivazione del recettore in assenza di FGF.
In seguito a uno splicing alternativo dell'mRNA si ottengono le varianti b e c dei FGFR 1, 2 e 3. Con questo meccanismo si ottengono sette diversi sottotipi di FGFR, che vengono espressi sulla superficie cellulare. Ogni FGFR lega uno specifico sottotipo di FGF. Analogamente, la maggior parte degli FGF è capace di legare diversi sottotipi di recettori. FGF1 è spesso definito "ligando universale", essendo in grado di attivare tutti i 7 tipi di recettore. Per contro, FGF7 (noto anche come fattore di crescita dei cheratinociti, KGF) lega solo FGFR2b (KGFR).